# خوان کیروگا (بازیکن فوتبال، زاده ۱۹۸۲)
خوان کیروگا (انگلیسی: Juan Quiroga؛ زادهٔ ۲۰ آوریل ۱۹۸۲) بازیکن فوتبال اهل آرژانتین است.
از باشگاه‌هایی که در آن بازی کرده‌است می‌توان به باشگاه فوتبال نیولز اولد بویز، باشگاه فوتبال بانفیلد، و باشگاه فوتبال جیمناسیا لاپلاتا اشاره کرد.